# Piânkh
Piânkh (ou Payânkh) est soldat d’origine, nommé grand prêtre d'Amon sous le règne de Ramsès XI. Ses origines sont incertaines. Il est le père du grand prêtre d'Amon puis roi Pinedjem Ier.

## Généalogie
Il est le père de quatre fils, représentés sur un graffiti au temple de Louxor, :
- Pinedjem Ier, générallissime, grand prêtre d'Amon puis roi de Thèbes,
- Héqanéfer, deuxième prêtre d'Amon,
- Héqamaât, prêtre-sem du temple de Médinet Habou,
- Ânkhefenmout, surveillant du bétail, intendant en chef d'Amon et prophète de Mout.

Il est également donné comme le père d'une Faienmout.
Le nom de sa épouse n'est toutefois pas certain, en effet, deux noms sont possibles : Nedjemet et Hereret. Le premier nom, Nedjemet, est associé d'une part à une femme (Nedjemet A) qui est à la fois fille d'une Hereret A, sœur d'un roi, mère d'un roi, épouse d'Hérihor, d'autre part à une femme (Nedjemet B) liée à Piânkh et son fils Pinedjem Ier sans que le lien exact ne soit clair ; le second nom, Hereret, est associé d'une part - comme indiqué précédemment (Hereret A) - à la mère d'un roi et de la Nedjemet A, et d'autre part (Hereret B) à l'épouse d'un grand prêtre d'Amon. Nedjemet A et B pourraient n'être qu'une seule personne et être la mère de Pinedjem Ier (ce qui ferait d'Hereret A la grand-mère de Pinedjem Ier) ou bien alors ce serait Hereret A et B qui ne seraient qu'une seule personne et la mère de Pinedjem Ier (Nedjemet A serait alors la sœur de Pinedjem Ier).

## Biographie
Le règne de Ramsès XI, l'un des plus complexes à analyser, voit la guerre civile déchirer le pays. En effet, sur fond de rivalité économique, le grand prêtre d'Amon Amenhotep, alors en poste depuis l'an IX de Ramsès IX, se voit chasser de son pontificat par le fils royal de Koush Panéhésy. Amenhotep demande alors l'aide du roi Ramsès XI, qui envoie une armée commandé par un général non nommé (probablement Piânkh, bien qu'il puisse s'agir d'Hérihor) qui chasse Panéhésy en Nubie, devenant persona non grata et subissant un damnatio memoriae, et rétablit Amenhotep dans ses fonctions, pour une courte période car il meurt peu après. Ces évènements ont probablement eu lieu autour des ans XVII et XIX de Ramsès XI.
Après cet évènement, une nouvelle ère commence, nommée Ouhem-mésout, soit « Renouvellement des naissances ». Piânkh semble être l'homme fort de cette période à Thèbes, au moins de l'an VI à l'an X de l'ère Ouhem-mésout, soit de l'an XXV à l'an XXIX du règne. Il devient d'ailleurs fils royal de Koush après l'expulsion de Panéhésy puis grand prêtre d'Amon au plus tard en l'an VII de l'ère Ouhem-mésout.

### Campagne de l'anXdeOuhem-mésout
En l'an X du Ouhem-mésout (an XXVIII du règne) de Ramsès XI, le grand prêtre d'Amon Piânkh, en sa qualité de vice-roi de Koush, mena une armée en Nubie dans le but apparent de « rencontrer » un certain Panéhésy, probablement l'ancien vice-roi de Koush. Bien qu'il soit souvent postulé que le but de cette expédition était d'attaquer Panéhésy, cela n'est en aucun cas certain. Le verbe utilisé a le sens plus général « aller vers » plutôt que « attaquer ». Le déterminatif négatif qui était utilisé dans les papyrus du pillage des tombeaux pour le désigner comme ennemi est absent,. D'autres égyptologues ont suggéré que Piânkh était peut-être plutôt parti vers le sud pour négocier avec Panéhésy, officiellement ou non. Les sources sont en fait ambiguës sur ce point et le climat politique a peut-être changé au fil des années. Il existe des preuves qu'à cette époque, Piânkh n'était peut-être plus un serviteur fidèle de Ramsès XI, ce qui permet la possibilité qu'il négociait secrètement avec Panéhésy,, complotant peut-être même contre le roi régnant.
E. Wente écrit : « On a l'impression que le vice-roi et ses troupes nubiennes étaient loyalistes, car les propos tenus par son adversaire Piânkh dans la lettre n° 301 sont assez dénigrants envers le pharaon Ramsès XI ». Dans cette lettre, mieux connue sous le nom de LRL no. 21, Piânkh remarque : « Quant au pharaon comment atteindra t'il [sic] cette terre ? Et de qui est-il encore le supérieur ? ».
Malheureusement, en raison de la nature très limitée des sources, les relations exactes entre les trois principaux protagonistes, Piânkh, Panéhésy et Ramsès XI restent loin d'être claires. Certains érudits pensent que la campagne nubienne faisait partie d'une lutte de pouvoir en cours entre le grand prêtre d'Amon et le vice-roi de Koush. Cependant, il est également possible que Piânkh soit venu au secours de Panéhésy contre un ennemi commun. En fait, ni le but de l'expédition ni son issue ne sont hors de doute. Il a également été avancé que peu de temps après, Piânkh avait disparu de la scène, le vice-roi Panéhésy étant réinvesti dans son ancien poste de vice-roi, ce qui ne serait possible qu'avec le consentement de Ramsès XI, volontairement ou non.
Piânkh meurt juste après la campagne en Nubie et juste avant la fin du règne de Ramsès XI.